# Glossosoma velonum
Glossosoma velonum là một loài Trichoptera trong họ Glossosomatidae. Chúng phân bố ở miền Tân bắc.